# Neolophonotus atrox
Neolophonotus atrox är en tvåvingeart som beskrevs av Jason Gilbert Hayden Londt 1988. Neolophonotus atrox ingår i släktet Neolophonotus och familjen rovflugor.
Artens utbredningsområde är Namibia. Inga underarter finns listade i Catalogue of Life.